# العين البيضاء (تربة)
العين البيضاء (White-eye)هي عبارة عن تربة بيضاء تحتوي على عقيدات جيرية، أو رواسب جيولوجية حديثة العهد غير طبقية من مادة طينية أو مزيجية ترسبت بفعل الرياح و التصقت في الغالب مع تكتلات كربونات الكالسيوم.
توجد رواسب التربة البيضاء مع العقيدات جيرية في الأفق التراكمية للتربة التي تشكلت على الرواسب الطفالية و الرواسب الشبيهة بها. في المقطع العرضي الرأسي للتربة، تبرز العقيدات على شكل بقع مشرقة ذات شكل واضح و مدور. حيث أن حجم البقع 1-2 يبلغ قطرها 10 سم، وهو ما يضاهي حجم العين تقريبا، و بشكل أكثر تحديدًا، حجم نوع الطيور المعروف باسم العين البيضاء. و هكذا، ربما يكون إسم "العين البيضاء" للرواسب الطفالية مع عقيدات الجير مشتقًا نتيجة تشابهه الواضح مع هذه الطيور. و على عكس الأشكال الأخرى من عقيدات الكربونات، و التي غالبًا ما توجد في الصخور الأكثر صلابة، فإن رواسب اللوس مع عقيدات الجير تكون ناعمة و متفتتة،  أو بشكل أدق فضفاضة التي تعني الألمانية لوس( loess )؛  و قد استخدمت لأول مرة في حوالي عام 1823 في إشارة إلى رواسب اللوس في نهر الراين.
تُستخدم كلمة "العين البيضاء" أحيانًا كمرادف للتربة الطينية. و يرجع ذلك بالأساس إلى وجود عقيدات كلسية في اللوس ذات لون أبيض/رمادي مائل للبياض و تبرز على خلفية اللون الأصفر الفاتح لرواسب اللوس.